# Pletyzmografia płuc

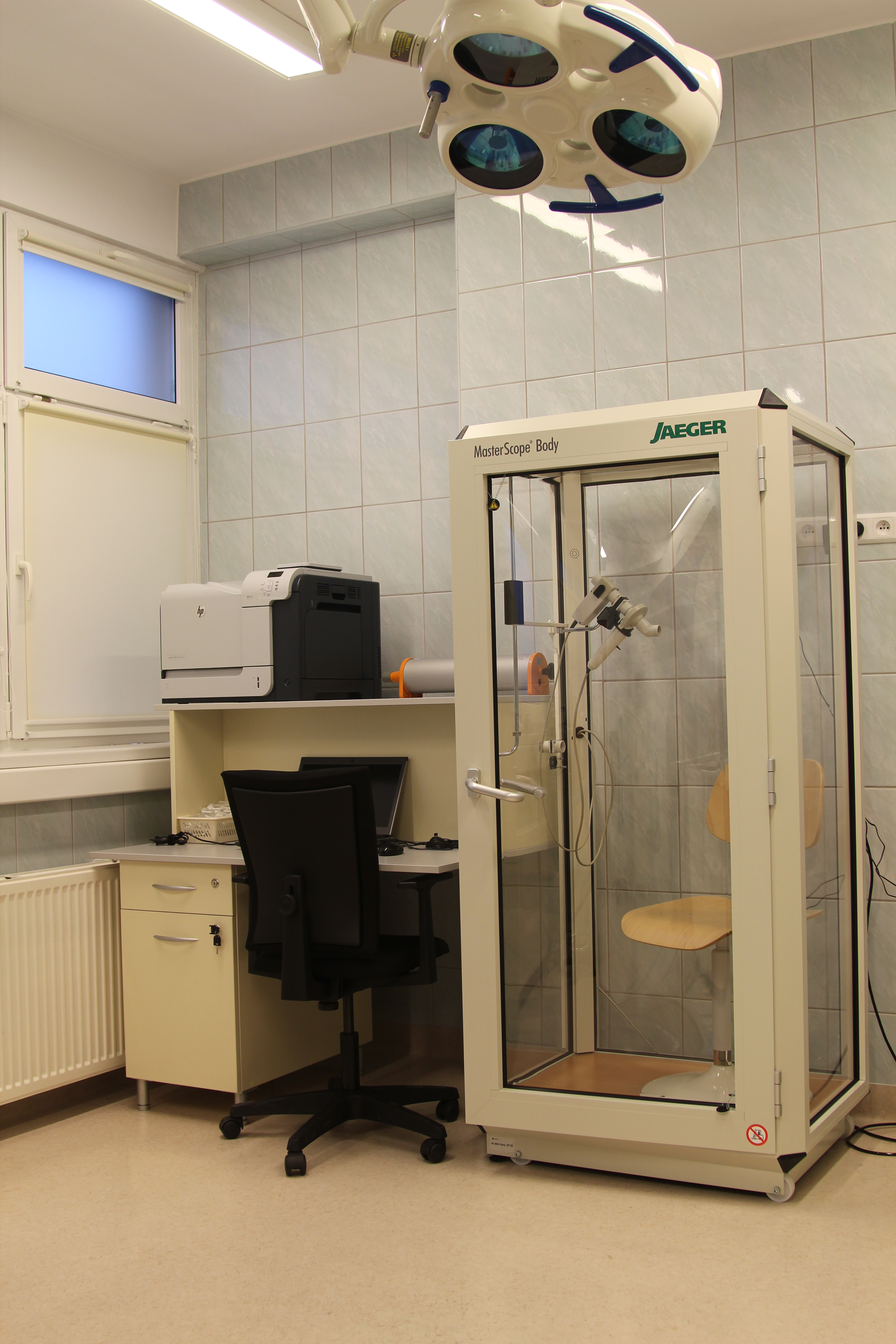
Pletyzmograf do badania czynności płuc

Pletyzmografia płuc (bodypletyzmografia) – (ang. plethysmography od gr. plēthysmós – powiększenie, gráphō – piszę) – badanie czynności płuc, które pozwala na ocenę całkowitej ilości powietrza zawartej w płucach (total lung capacity – TLC). Umożliwia pomiar objętości zalegającej w płucach (residual volume – RV), której nie można wydmuchać przy największym natężonym wydechu i zmierzyć w samym badaniu spirometrycznym. Metoda oparta na prawie Boyle’a-Mariotta wykorzystuje spirometr i specjalną, szczelną kabinę, w której znajduje się badany, o znanej objętości i z możliwością pomiaru ciśnienia. Jest referencyjną metodą do rozpoznawania restrykcyjnych zaburzeń wentylacji płuc.